# Swallow My Pride/Pinhead
Swallow My Pride/Pinhead è un singolo discografico della band punk Ramones. È stato pubblicato nel luglio del 1977.

## Storia diPinhead
La canzone s'ispira ad un film degli anni trenta, Freaks.
Contiene il famoso slogan dei Ramones "Gabba Gabba Hey!":
(Pinhead)
"Gabba Gabba Hey!" deriva direttamente dal film Freaks in quanto è presente un personaggio nella versione in lingua inglese che dice:
(Freaks)

## Formazione
- Joey Ramone - voce
- Johnny Ramone - chitarra
- Dee Dee Ramone - basso e voce d'accompagnamento
- Tommy Ramone - batteria

## Pinheadnella cultura di massa
- Nel videogioco del 1995 Descent, scrivendo la frase "gabbagabbahey" si attivava la modalità trucchi. Era possibile poi scrivere altre frasi come "infinite weapons", "infinite health" per ottenere vantaggi di vario genere[8]. Nel sequel, Descent II le cose andavano diversamente: scrivendo "gabbagabbahey" il giocatore attivava sì la modalità trucchi ma si trovava con vita e armatura a 1[9].

## Cover ed omaggi diPinhead
- Nel 1991 è stato pubblicato un album tributo ai Ramones intitolato Gabba Gabba Hey.
- È presente nell'album di cover di Dee Dee Ramone Greatest & Latest in una versione cantata da Dee Dee.